# يحيى بن آدم
أبو زكرياء يحيى بن آدم بن سليمان القرشي مولاهم الكوفي (ت. 203 هـ / 818 م) هو فقيه ومحدث ومقرئ، من أهل الكوفة.

## ترجمته
هو أبو زكريا، يحيى بن آدم بن سليمان الكوفي القرشي الأموي بالولاء، الملقب بـ«الأحول». ولد نحو سنة 140 هـ وأخذ عن سفيان الثوري وشريك بن عبد الله النخعي وأبو بكر شعبة بن عياش. توفي ببلدة فم الصِّلْح (على نهر دجلة شمالي واسط).

## آثاره
له عدد من التصانيف، منها «الفرائض» و «الزوال» غير أنه لم يصلنا منها غير كتاب «الخراج»; كان قد نشره المستشرق تيودور يونبول في ليدن سنة 1314 هـ / 1896 م، ثم نشر بتحقيق من أحمد محمد شاكر سنة 1347 هـ / 1928 م (المطبعة السلفية، مصر) كما ترجم إلى الإنگليزية عام 1958 م.